# Kanton Montigny-sur-Aube
Der Kanton Montigny-sur-Aube war bis 2015 ein französischer Wahlkreis im Arrondissement Montbard, im Département Côte-d’Or und in der Region Burgund; sein Hauptort war Montigny-sur-Aube.
Der 16 Gemeinden umfassende Kanton war 306,92 km² groß und hatte 2470 Einwohner (Stand: 1999).

## Gemeinden
| Gemeinde             | Einwohner | Code postal | Code Insee |
| -------------------- | --------- | ----------- | ---------- |
| Autricourt           | 133       | 21570       | 21034      |
| Belan-sur-Ource      | 293       | 21570       | 21058      |
| Bissey-la-Côte       | 120       | 21520       | 21077      |
| Boudreville          | 76        | 21520       | 21090      |
| Brion-sur-Ource      | 223       | 21570       | 21109      |
| La Chaume            | 136       | 21520       | 21159      |
| Courban              | 147       | 21520       | 21202      |
| Gevrolles            | 170       | 21520       | 21296      |
| Les Goulles          | 12        | 21520       | 21303      |
| Grancey-sur-Ource    | 213       | 21570       | 21305      |
| Lignerolles          | 53        | 21520       | 21350      |
| Louesme              | 111       | 21520       | 21357      |
| Montigny-sur-Aube    | 343       | 21520       | 21432      |
| Riel-les-Eaux        | 96        | 21570       | 21524      |
| Thoires              | 85        | 21570       | 21628      |
| Veuxhaulles-sur-Aube | 259       | 21520       | 21674      |